# Dale Earnhardt
Ralph Dale Earnhardt, Sr., född 29 april 1951 i Kannapolis, North Carolina, död 18 februari 2001 i Daytona Beach, Florida, var en amerikansk racerförare, som vann sju mästerskapstitlar i Nascar-cupen. Han är far till Dale Earnhardt Jr.

## Nascar
En av motorsportvärldens mest kända karriärer började 1975. Den första hela säsongen kom först som 28-åring 1979. Han vann på Bristol under den säsongen, och slutade sjua i mästerskapet. Han vann dock sensationellt titeln 1980, vilket gjorde honom till den förste, och ende att vinna Rookie of the Year ett år, och mästerskapet det nästa. De kommande säsongerna gav ingen succé, och han bytte efter 1983 till Richard Childress Racing, som skulle bli hans stall resten av hans liv.
Efter två relativt bra säsonger för Childress, tog Earnhardt sin andra titel 1986. Han upprepade framgången 1987, och fick sedan GM Goodwrench som sponsor, vilket han hade resten av karriären. De två följande åren gav ingen titel, men han kom trea och tvåa, och befäste sin ställning som seriens mest populäre förare. 1990 och 1991 gav båda titlar till Earnhardt, som nu var uppe i fem titlar, och såg helt oslagbar ut.
1992 innebar dock ett tufft uppvaknade för Chevrolet, Childress och Earnhardt, då Ford dominerade, och Earnhardt kom inte bättre än tolva i slutställningen. Han kom tillbaka starkt och vann både 1993 och 1994, och tangerade Richard Pettys "omöjliga" rekord. Det skulle bli Earnhardts sista titel, då han aldrig fann samma höga form igen.
Han skadade sig ganska illa i ett race 1996, men kom tillbaka och fortsatte att vara seriens stora publikattraktion. Han vann inga race 1997, men det finaste av dem alla; Daytona 500 året därpå, vilket var hans första seger i 500-loppet på banan där han tre år senare skulle dö.
De nästa sista fulla säsongen gick helt OK för Earnhardt, även om han inte på allvar var med i mästerskapsjakten, så tog han ett par segrar på Talladega, och även på andra snabbare ovaler. Han vann nästan 2000, men fick nöja sig med en andraplats.
I Daytona 500 2001 kraschade Earnhardt på det sista varvet. Han hade väldigt få säkerhetssystem inbyggda, och kroppen böjde sig, och han fick svåra huvudskador, och avled. Earnhardt vann totalt 74 segrar, och hans nummer 3 är en av Nascar:s mest kända nummer, fullt i klass med Wayne Gretzkys nummer 99 i NHL.